# Guillaume Apollinaire
Guillaume Apollinaire (Róma, 1880. augusztus 26. – Párizs, 1918. november 9.) költő, író és kritikus.

## Élete
Wilhelm Albert Vladimir Apollinaris de Kostrowitzky (más írásmóddal Kostrowicki) néven született Rómában. Anyja Angelica Kostrowicka lengyel grófnő, apja egy Francesco Flugi d'Aspermont nevű svájci-olasz, arisztokrata származású katonatiszt. Feltehetően szintén ő az apja Guillaume két évvel fiatalabb öccsének, Albertnek. A nehéz anyagi helyzetben lévő férfi valamikor 1884-87 között hagyta el őket, részben a kapcsolatot rossz szemmel néző családjaik nyomásának engedve. Hároméves korában költöztek el Rómából, több olasz városban, majd hétéves korától Monacóban éltek, ahol anyja táncosnőként, előkelőségek kitartott nőjeként és sokszor szerencsejáték-nyereményekkel biztosította megélhetésüket. Apollinaire Monacóban, Cannes-ban és Nizzában járt iskolába; utóbbiban tette le írásbeli érettségi vizsgáit (1897), de a szóbelik előtt ismeretlen okokból elhagyták a várost.
Aix-les-Bains-ben és Lyonban éltek, majd Párizsban egy Jules Weil nevű bankárnál, akivel anyjuk a belgiumi Spa kaszinóiban tett egy rosszul sikerült kiruccanást (a fiúk a közeli Stavelot-ban laktak). Visszatérve Párizsba már nem engedhettek meg maguknak egy bérelt lakást, kénytelenek voltak szállodába költözni. Apollinaire-nek pénzt kellett keresnie: újságcikkeket és (négerként) tárcaregényeket írt.
Az 1901 augusztusától egy évig a Rajna-vidéken dolgozott Milhau őrgrófné lánya, Gabrielle házitanítójaként; közben több német várost (Unkel, Bonn, Köln) is felkeresett. Komoly hatással volt rá a német népköltészet, különösen a liedeket átszövő valóságfeletti elemek, valamint a szimbolizmus. Munkája során ismerkedett meg Annie Playdennel, aki ugyanannál a családnál volt nevelőnő. A házasság is szóba kerül közöttük, de Annie előbb hazatért Angliába, majd kivándorolt az Egyesült Államokba. (A megcsalt szerető éneke, A Landor Road-i kivándorló, Annie). A németországi év alatt (1901/02) született versek közül kilenc a Szeszek című kötetben „Rajnai versek” cikluscím alatt jelent meg (a kötet korai tervének még Rajnai éj volt a címe).

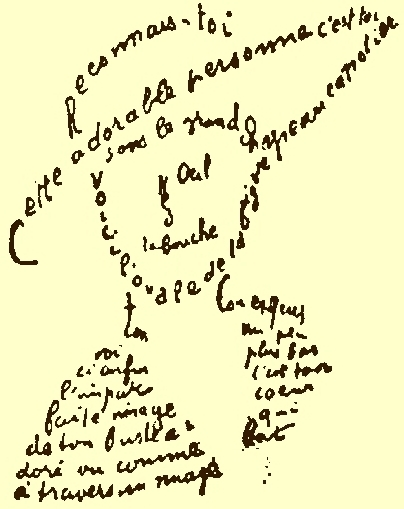
Egy vers a Kalligrammákból

1902 első felében három hónapos szabadságot kapott az őrgrófnétól, mely alatt megjárta Münchent, Berlint, Drezdát, Prágát és Bécset.
Visszatérve Párizsba az avantgárd szellemi életének egyik meghatározó alakja lett, barátja volt többek között Pablo Picasso, Jean Cocteau, Erik Satie és Marcel Duchamp. 1908-ban ismerkedett meg Marie Laurencin festőnővel, akivel öt évet éltek együtt.
1911-ben csatlakozott a kubista mozgalom egy külön ágát képviselő Puteaux-csoporthoz. Ez év szeptember 7-én a rendőrség letartóztatta, és néhány napra börtönbe került: egy Piéret nevű belga újságíró-kalandor a párizsi Louvre-ból ellopott néhány szobrot, melyből párat Apollinaire lakásán rejtett el, az ő tudta nélkül.
Első (próza)kötete L'enchanteur pourrissant (1909) címmel jelent meg, de az elismerést csak a következő, Alcools [Szeszek] (1913) című gyűjteménye hozta meg, amely addigi tizenöt éves munkásságának szinte minden szakaszából tartalmaz műveket, melyek közül így több még részben a szimbolisták hatását mutatja.
Szintén 1913-ban jelent meg Les peintres cubistes [A kubista festők] című tanulmánya, mely az akkor önállóvá váló irányzat egyik fontos szövege.
1914 decemberétől önkéntesként harcolt az első világháborúban. 1916. március 17-én megsebesült: egy gránátszilánk fúródott koponyájába, miközben a lövészárokban olvasta a Mercure de France című újságot. Megoperálták, és egy vaspántot helyeztek a fejére, korábbi egészségét már nem nyerte vissza.
Utolsó két évében ismét Párizsban lakott. 1918 márciusában jelent meg Calligrammes [Kalligrammák] című kötete. Májusban feleségül vette Jacqueline Kolbot (Egy szép vörösesszőkéhez). A háború utáni spanyolnáthajárvány vitte el, 1918. november 9-én. A párizsi Père-Lachaise temetőben nyugszik.

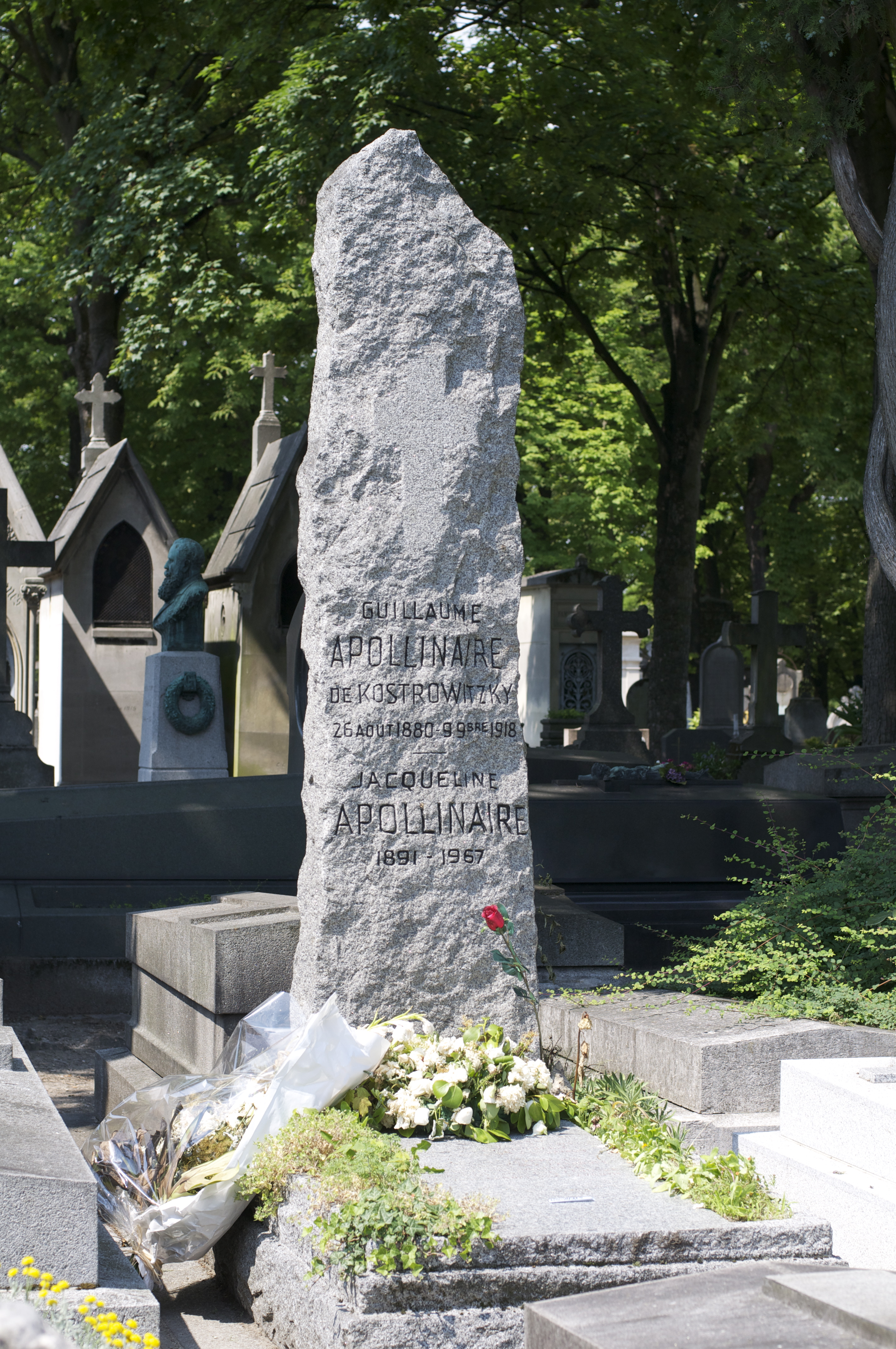
Apollinaire sírja a párizsi Père-Lachaise temetőben

## Művei

### Verseskötetek
- Le Bestiaire ou Cortège d'Orphée (1911) [Bestiárium vagy Orpheus kísérete]
- Alcools (1913) (Szeszek)
- Vitam Impendere Amori (1917)
- Calligrammes (1918) [Kalligrammák] (még ő állította össze, de halála után jelent meg)

Posztumusz:
- Il y a (1925)
- Ombre de mon amour (1947)
- Lettres à sa Marraine (1948)
- Tendre comme le souvenir (1952)
- Le guetteur mélancolique (1952)
- Poèmes à Madeleine (1952)
- Poèmes à Lou (1955)

### Prózakötetek
- Les Onze mille verges (év nélkül; 1906–1907) [Tizenegyezer vessző]
- L'Enchanteur pourrissant (1909)
- L'Hérésiarque et Cie (1910)
- Les Exploits d'un jeune Don Juan (1911)
- Le Poète assassiné (1916) [A meggyilkolt költő]
- L'Histoire romanesque (1914–1918): La Fin de Babylone; Les trois Don Juan; La Femme blanche des Hohenzollern
- La Femme assise (1920)

### Színpadi művek
- Les Mamelles de Tirésias (1917) [Teiresziasz emlői]
- Couleur du temps (1918)
- Casanova (1952)
- André Salmonnal közösen: Jean-Jacques; La Température; Le Marchand d'anchois

### Filmek
- La Bréhatine (1917)
- C'est un oiseau qui vient de France (befejezetlen)

## Művei magyarul
Kassák Lajos A Tett című folyóiratának első száma (1915. november 1.) közli az első Apollinaire-verset magyarul, a Saint-Merry muzsikusát, Raith Tivadar fordításában. A kubizmus című tanulmánya a Ma című lapban jelent meg Dénes Zsófia fordításában (1919). A húszas években mind vers-, mind prózafordítások megjelentek, de igazi hatása a harmincas évek végén kezdett kibontakozni, Radnóti Miklós, Rónay György és Vas István fordításainak köszönhetően. 1940-ben jelent meg a Radnóti és Vas által szerkesztett Guillaume Apollinaire válogatott versei (Vajda János Társaság, Budapest; Cs. Szabó László tanulmányával, Pablo Picasso rajzaival).
Műveinek legteljesebb magyar nyelvű gyűjteménye a Réz Pál szerkesztette Válogatott művei, Budapest, Európa Könyvkiadó, 1967; 1973.

### Kötetek
- Kubizmus. Festészeti tanulmány; ford. Dénes Zsófia; Ma, Bp., 1919
- Apollinaire Guillaume válogatott versei; ford. Radnóti Miklós, Vas István, tan. Cs. Szabó László, ill. Pablo Picasso; Vajda János Társaság, Bp., 1940 (Flora mundi)
- Poémes choisis / Válogatott versek; ford. Radnóti Miklós et al., szerk., utószó Gera György; Magvető, Bp., 1958
- Guillaume Apollinaire válogatott művei; vál, szerk., jegyz. Réz Pál, ford. Eörsi István et al.; Európa, Bp., 1967
- Apollinaire legszebb versei; vál., bev., jegyz. Szász János et al.; Ed. Tineretului, Bucureşti, 1967
- A kubista festők. Esztétikai elmélkedések; bev., jegyz. Leroy Clinton Breunig és Jean-Claude Chevalier, ford. Keszthelyi Rezső; Corvina, Bp., 1974
- Guillaume Apollinaire versei; vál. Réz Pál, ford. Eörsi István et al.; Európa, Bp., 1980 (Lyra mundi)
- Tizenegyezer vesszőcsapás; ford. Pelle János; Betűvető, Bp., 1990
- Tizenegyezer vessző; előszó Kovács Ilona, ford. Vargyas Zoltán, versford. Somlyó György; Unió, Bp., 1990 (Erato kiskönyvtár)
- Szeszek. Válogatott versek; ford. Eörsi István et al.; Interpopulart, Szentendre, 1995 (Populart füzetek)
- Guillaume Apollinaire legszebb versei; ford. Eörsi István et al.; Móra, Bp., 1996 (A világirodalom gyöngyszemei)
- Egy ifjú Don Juan emlékiratai; ford. Bárkányi István; Fiesta, Bp., 2004
- Tizenegyezer vessző; ford. Vargyas Zoltán, versford. Somlyó György; 3. jav. kiad.; Athenaeum, Bp., 2008
- KALLIGRAMMATIKA. Guillaume Apollinaire kalligrammái / CALLIGRAMMAIRE. Les calligrammes de Guillaume Apollinaire; szerk., ford. Végh Gyula; Napkút–Vexact, Bp.–Szeged, 2025